# Seoul Open Challenger 2023
Il Seoul Open Challenger 2023, noto anche come Pleisure Seoul Open per motivi di sponsorizzazione, è stato un torneo maschile di tennis giocato sul cemento. È stata l'8ª edizione del torneo, facente parte della categoria Challenger 125 nell'ambito dell'ATP Challenger Tour 2023. Si è giocato al Centro Tennis del Parco Olimpico di Seul, in Corea del Sud, dal 24 al 30 aprile 2023.

## Partecipanti

### Teste di serie
| Nazionalità | Giocatore           | Ranking* | Testa di serie |
| ----------- | ------------------- | -------- | -------------- |
| Australia   | Max Purcell         | 88       | 1              |
| Stati Uniti | Christopher Eubanks | 90       | 2              |
| Australia   | Jordan Thompson     | 91       | 3              |
| Australia   | James Duckworth     | 113      | 4              |
| Ecuador     | Emilio Gómez        | 120      | 5              |
| Australia   | Rinky Hijikata      | 138      | 6              |
| Australia   | Aleksandar Vukic    | 140      | 7              |
| Stati Uniti | Denis Kudla         | 145      | 8              |

* Ranking al 17 aprile 2023.

### Altri partecipanti
I seguenti giocatori hanno ricevuto una wild card per il tabellone principale:
- Chung Hyeon
- Chung Yun-seong
- Lee Jea-moon

Il seguente giocatore è entrato in tabellone con il ranking protetto:
- Thai-Son Kwiatkowski

Il seguente giocatore è entrato in tabellone come alternate:
- Evgenij Donskoj

I seguenti giocatori sono passati dalle qualificazioni:
- Tatsuma Itō
- Lee Duck-hee
- Yasutaka Uchiyama
- Peter Gojowczyk
- Nam Ji-sung
- Mukund Sasikumar

## Punti e montepremi
| Torneo    | Torneo              | V      | F      | SF    | QF    | 2T    | 1T    | Q | Q2  | Q1  |
| Singolare | Punti               | 125    | 75     | 45    | 25    | 11    | 0     | 5 | 2   | 0   |
| Singolare | Premi in denaro ($) | 21,650 | 12,770 | 7,560 | 4,400 | 2,590 | 1,565 | – | 785 | 395 |
| Doppio    | Punti               | 125    | 75     | 45    | 25    | –     | 0     | – | –   | –   |
| Doppio    | Premi in denaro ($) | 9,350  | 5,440  | 3,250 | 1,930 | –     | 1,080 | – | –   | –   |

## Campioni

### Singolare
Bu Yunchaokete ha sconfitto in finale  Aleksandar Vukic con il punteggio di 6(3)–7, 6–4, 6–2.

### Doppio
Max Purcell /  Yasutaka Uchiyama hanno sconfitto in finale  Chung Yun-seong /  Yuta Shimizu con il punteggio di 6–1, 6–4.